# Teeth (singolo)
Teeth è un singolo del gruppo musicale australiano 5 Seconds of Summer, pubblicato il 21 agosto 2019 come secondo estratto dal quarto album in studio Calm.

## Video musicale
Il video musicale, diretto da Thibaut Duverneix, è stato pubblicato il 21 agosto attraverso il canale YouTube del gruppo. Il video presenta la band «soggetta a un esperimento andato storto con conseguente inferno personale di ciascun membro», tanto da essere definito oscuro e spaventoso dalla rivista Rolling Stone. Esso inizia con i 4 membri in quello che sembra essere l'ufficio di un dentista. Nei loro sogni, i membri si sforzano di sfuggire al loro inferno e avere successo. Hemmings è in una stanza nebbiosa, Irwin è in una stanza in cui le pareti sono fatte di lino, Hood cerca di tirare un grosso mattone usando delle catene e Clifford sale una scala alta.

## Tracce
Download digitale
1. Teeth – 3:24

Download digitale – versione dal vivo
1. Teeth (Live from the Vault) – 3:35

CD, 7", MC
1. Teeth – 3:24
2. Teeth (Live from the Vault) – 3:35

## Classifiche
| Classifica (2019) | Posizione massima |
| ----------------- | ----------------- |
| Australia         | 15                |
| Austria           | 70                |
| Belgio (Fiandre)  | 52                |
| Danimarca         | 38                |
| Nuova Zelanda     | 25                |
| Paesi Bassi       | 31                |
| Svezia            | 65                |
| Svizzera          | 99                |